# Saikati
Saikati es una película perteneciente al género drama de 1992 dirigida por la cineasta keniana Anne G. Mungai. Es la primera película creada por una mujer en Kenia. Gracias a esta obra, su directora alcanzó cierto reconocimiento internacional. Este largometraje intenta ofrecer una visión sobre cómo podrían ser las mujeres de África y cómo podrían cuestionar la autoridad. En la película se aborda el tema de la prostitución, pero de una manera objetiva: según Sheila Petty, «Mungai da cuenta de los imperativos económicos que llevan a las mujeres a considerar este estilo de vida como una estrategia para sobrevivir, a la vez que cuestiona el precio pagado desde la degradación personal para [obtener] esa seguridad [económica]». Por otra parte, la película fue objeto de una tesis doctoral relativa a las identidades poscoloniales en Kenia y también fue leída desde el concepto de «alegoría nacional» de Frederic Jameson.

## Trama y análisis
La película trata sobre una niña perteneciente al pueblo masái llamada igual que la película. Al estar prometida al hijo del jefe de la aldea y no desear casarse, Saikati escapa hacia Nairobi, donde busca continuar con sus estudios y vive con su prima. Monica le ofrece a Saikati un «trabajo» relativo a la prostitución, que ella rechaza y por eso toma la decisión de regresar a su aldea. Si bien la protagonista, en esta encrucijada, parece sometida a la autoridad masculina —ya que sus alternativas son el matrimonio arreglado o la prostitución—, según Sheila Petty, en realidad ella se desvincula de esta fuerza, ya que su objetivo es la autodeterminación y eso se refleja en su deseo de educarse y de regresar a su cultura para evitar la autodestrucción.

## Saikati the Enkabaani
Saikati the Enkabaani fue la continuación de Saikati y se filmó en 1999. En ella, Saikati finalmente se gradúa como enfermera y logra cumplir el objetivo que se había fijado en la primera película. Tuvo éxito en la taquilla y recibió reseñas positivas. Por ejemplo, Margarita Wa Gacheru, del periódico Daily Nation, afirmó: «Creo que Saikati the Enkabaani es el mejor filme jamás realizado en Kenia».

## Reparto
- Lynette Mukami Kinoti[7]
- Susan Wanjiku
- Richard Harrison
- Hugh Mainwaring
- Esther Muthee